# 赤尾氏
赤尾氏（あかおし、あかおうじ）は、日本の氏族のひとつ。

## 伊香氏族の赤尾氏
伊香氏族の赤尾氏は、中臣氏と先祖が同じであるとする伊香氏から派生した氏族である。
『伊香氏系図』には伊香津臣命16世子孫である柏屋助延の孫・助清が赤尾と名乗ったことが記されている。
また『伊香氏系図』には、赤尾助清が橘氏を称したことが述べられているが、『姓氏家系大辞典』はこれを仮冒であるとしている。
『江北記』には京極氏の「根本当方被官之事」として今井・河毛・今村・赤尾・堀・安養寺・三田村・弓削・浅井・小野八郎・河瀬九郎・二階堂ら12氏のうちの一つとして記されているが、この赤尾氏は伊香氏族の赤尾氏のことであるとされる。
また後に家臣になったものとして「一乱初刻御被官参人衆」が文明2年（1470年）であることから、少なくともそれ以前より京極氏に仕えた。。京極氏の源流である佐々木氏（近江源氏）が、平安時代中期より近江にあることを考えると、かなり古くから京極氏に仕えたものと考えることができる。
伊香氏族の赤尾氏の名跡は、近江浅井氏流の赤尾氏に継承されたと考えられる。

### 系図
津速産霊尊－市千魂命－居々登魂命－天児屋根命－天押雲命－天種子命－宇佐津臣命－御食津臣命－伊香津臣命―臣知人命―角弖命―古加斐命（崇神天皇朝の人）―白猪主命―大屋埼命―鳥見命―厳石之臣―牟久太臣（仁徳天皇侍臣）―黒萬呂―志那古―子呂豆―伊香具首麿（伊香具臣を号す）―伊香具小形―伊香具鹿養―伊香具稲生（外正六位下 伊香具領）―伊香具舩主（外従五位下 天武天皇に仕えて軍功あり）―伊香具池守―伊香具牛麿（正五位下）―伊香具當武（外従五位下 伊香郡大領）―伊香豊厚（外従五位下 伊香郡大領 嘉祥元年三月、伊香宿禰を賜姓さる）―伊香厚代（神祇大副 雅楽頭）―伊香厚行（神祇大副 雅楽頭 寛平、延喜年中の人）―伊香厚雄（中務少輔）―伊香厚純（雅楽頭）―伊香範厚（中務少輔 寛弘年中の人）―伊香厚頼（刑部大輔 万壽年中の人）―伊香諸厚（刑部大輔  神祇大副）―伊香厚英（神祇大副 中務少輔 右近将監）―伊香助厚（神祇大副 康知年中の人 神次郎）―柏原助延（柏原神大天）―柏原安助（柏原神大天 平安時代末期）―赤尾助清（四男・実は後鳥羽院北面の士の子、安助の養子となる 赤尾四郎、橘氏を号す、権禰宜）―赤尾清正（赤尾九郎）―赤尾守清（左近将監）―赤尾盛近―赤尾貞清（掃部 左近将監）―赤尾氏清（左近将監 此の人も南北朝時代の人なり）

## 近江浅井氏流の赤尾氏
近江国伊香郡赤尾（現滋賀県長浜市木之本町赤尾）を本貫地とし、土豪・国人領主として赤尾の地を治めた。近江国湖北四家（赤尾氏、雨森氏、磯野氏、井口氏）の一つとされる。この一族の人物として戦国時代に赤尾清綱が出た。また、北近江の戦国大名浅井氏にあって、海北綱親、赤尾清綱、雨森清貞とあわせて海赤雨三将と呼ばれた。

### 浅井氏家臣時代
戦国大名浅井氏の台頭により京極氏が衰退すると、同じく京極氏根本被官であった浅井氏に従う。『寛政重修諸家譜』には浅井亮政の生母に赤尾教政女（むすめ）とあり、『 浅井三代記』では赤尾教政は浅井亮政の兄とされている。なお、『赤尾家譜』によると浅井氏庶流である浅井賢政の長子、教政（二男に亮政）が母方の赤尾新次郎の跡を継いだと記されている。戦国大名浅井氏内での赤尾氏の重要性を考えると、浅井氏と赤尾氏は何らかの血縁があったことがわかる。
赤尾清綱は初め孫三郎、後に美作守と称す。諱を清綱とする。戦国大名浅井氏初代浅井亮政の頃から浅井家に仕え、浅井家の宿老として浅井氏3代に仕えた。小谷城内の防衛の要所、本丸横下に赤尾屋敷と呼ばれる袖曲輪を持ち、そこに在番していた。通常、家臣は城下に屋敷を持ちそこを居館とするものだが、城内に自身名の付いた曲輪を任せられていたことからも、浅井氏にとって赤尾氏は重要な存在であった。
『信長公記』（第六巻阿閉謀叛の事）では小谷城落城で、「浅井備前（長政）・赤生（赤尾）美作生害させ」の記述があり、赤尾屋敷と浅井長政が最後まで命運を共にした。なお、清綱の子供らの命は、清綱のそれまでの働きと忠義に免じて織田信長直々に助命したといわれている。
浅井氏の滅亡により、赤尾氏も本貫地の赤尾を追われ、新たな主家の地に移り住むようになる。

### 宮部氏、京極氏家臣時代
清綱の長男は通称新兵衛尉、後に清冬。浅井氏滅亡後宮部継潤に仕え、因州諸磯の城代となる。その後、継潤の子宮部長房に仕えるも、関ヶ原の戦いで長房が西軍に組したために長房は所領鳥取5万石を没収される。清冬の子の三右衛門清正は初め宮部継潤に仕え、関ヶ原の戦いの後、元の主家である京極高次に1000石（京極高次分限帳）で仕える。寛永11年（1634年）に高次の子京極忠高が出雲松江藩へ転封されると、忠高につき従い小浜より出雲へ移った。富山赤尾氏の祖となる赤尾勝野は清正の次女である。
清綱の次男は初め加兵衛尉と称し、のち四郎兵衛と改める。浅井氏滅亡後、関ヶ原の戦いで福原右馬介に属し戦死する。
清綱の三男は初め新介と称し、後に赤尾伊豆守と称する。浅井家滅亡後京極高次に仕官する。1600年、大津城の留守を黒田伊予守とともに預かる。高次の帰還（西軍として出陣し東軍となり帰還する）の後の大津城の戦いで山田大炊良利らと共に奮戦し、活躍はめざましく、精兵500を率いて城外の大軍へ討って出て、存分に暴れ回ったという。そのため西軍は大津城をなかなか落とせず、本来なら関ヶ原にあったはずの1万5000人の兵力を大津に釘付けにした。関ヶ原の戦いののち、高次の新しい封地の小浜城の築城に際して、縄張りをして石垣の基礎を基づいた。伊豆守の子、通称 主殿助は初め京極高次に3500石（京極高次分限帳）で仕え、後加賀藩第3代藩主前田利常に1000石（加賀藩寛文侍帳）で召抱えられる。
清綱の四男は孫介と称し、小谷落城後羽柴秀吉に仕え、尾州長峰で討ち死にする。小谷落城の時織田信長の預かりとなる。15歳であった。

### 富山赤尾氏
清綱の孫にあたり出雲京極家に仕える赤尾清正の娘・勝野は才女の誉れ高く、徳川秀忠の次女である珠姫（天徳院）が3歳で加賀藩主前田利常に輿入れした際に召し出され仕えた。秀忠正室の江（崇源院）は浅井長政の娘であり、赤尾氏とのつながりの強さを物語っていると考えられる。やがて前田利次（利常の次男）が生まれると傅役を任され、寛永16年（1639年）、利次に富山藩10万石が分藩されると富山城に移り、富山藩の奥を創設し、御広式を整備して奥女中を束ねた。30人扶持と金50両が給された。
勝野の父・三右衛門清正も寛永17年（1640年）に前田利次に仕え（500俵・銀100枚）、長兄の弥三左衛門（後に三右衛門）清治（500石）は寺社奉行・町奉行、次兄の覚太夫清長（200石、後に50石加増）も寛永16年に利次の御馬廻として仕え、後に呉服御土蔵奉行などを務めた。清長の子覚太夫清貞は前田正甫の小姓である。
勝野は延宝8年（1680年）に兄清治の孫の甚左衛門清房を養子に迎える（5人扶持・金10両）。清房は御手廻組・御広聞番を勤め、貞享2年（1685年）に勝野の跡を継いだ。清房の妹は前田正甫の側室となり、天和2年（1682年）8月1日に富山で蘭姫を産むが翌年7月2日に夭折、清房の妹は城を出て奥村杢左衛門具頼（400石、寺社奉行や宗門奉行を歴任）に嫁した。
勝野は貞享2年に没したが、赤尾三家はそれからも富山藩主の側近くに仕え、廃藩置県を迎える。

## 小山田氏流の赤尾氏
『甲斐国志』が収録した甲斐国八代郡英村中川の『赤尾家記』によると、天正10年（1582年）に高遠で戦死した武田家家臣・小山田伊豆守の子が赤尾氏を名乗ったとされる。

## 丹後の赤尾氏
『一色軍記』によると、丹後国与謝郡金屋城（笠置城）に赤尾弥左衛門が、丹後国竹野郡木津城に赤尾但馬守がいたとされる。
この赤尾但馬守はもとは熊谷氏であり足利義晴の家臣であったがのちに一色氏の元に身を寄せ、赤尾を称した。

## 出雲の赤尾氏
出雲国松江藩藩主京極忠高の重臣だった赤尾氏である。『京極殿給帳』（『京極忠高給帳』）に、「赤尾伊織、3,500石。赤尾主殿之助、2,500石。赤尾三右衛門、1,000石。赤尾市之進、1,000石」と言った名前が見える。

## 豊前の赤尾氏
中世に豊前国宇佐郡を拠点としていた赤尾氏である。戦国時代の人として赤尾鎮房、赤尾賢種、赤尾純房、赤尾行種らがいた。